# Niek van Leest
Nicolaas (Niek) van Leest (Moerdijk, 5 januari 1930 – Lage Zwaluwe, 29 juni 2012) was een Nederlandse schilder en beeldhouwer.

## Leven en werk
Van Leest was een autodidact. Hij werkte aanvankelijk als schilder en meubelontwerper, later maakte hij de overstap naar het beeldhouwen. Hij maakte ruim 100 bronzen sculpturen die vooral in Noord-Brabant werden geplaatst. Hij is vader van beeldhouwer Pier van Leest.

## Werken (selectie)
- Handje klap (1977), Veghel
- Line-crosser-monument (1977), Lage Zwaluwe en Werkendam
- Kousenbreister (1978), Schijndel
- Jongen met paard (1979), Gemert
- Oorlogleed (1980), Rijsbergen
- De Hapertse gaper (1981), Hapert
- Polderjongen (1982), Nieuwerkerk aan den IJssel
- Moeder en kind (1985), Breda
- Vaandeldraager (1990), Lieshout
- De Samenleving (1993), Oeffelt
- Peelboer (1994), Ysselsteyn
- De Millse maaier, Mill

## Galerij

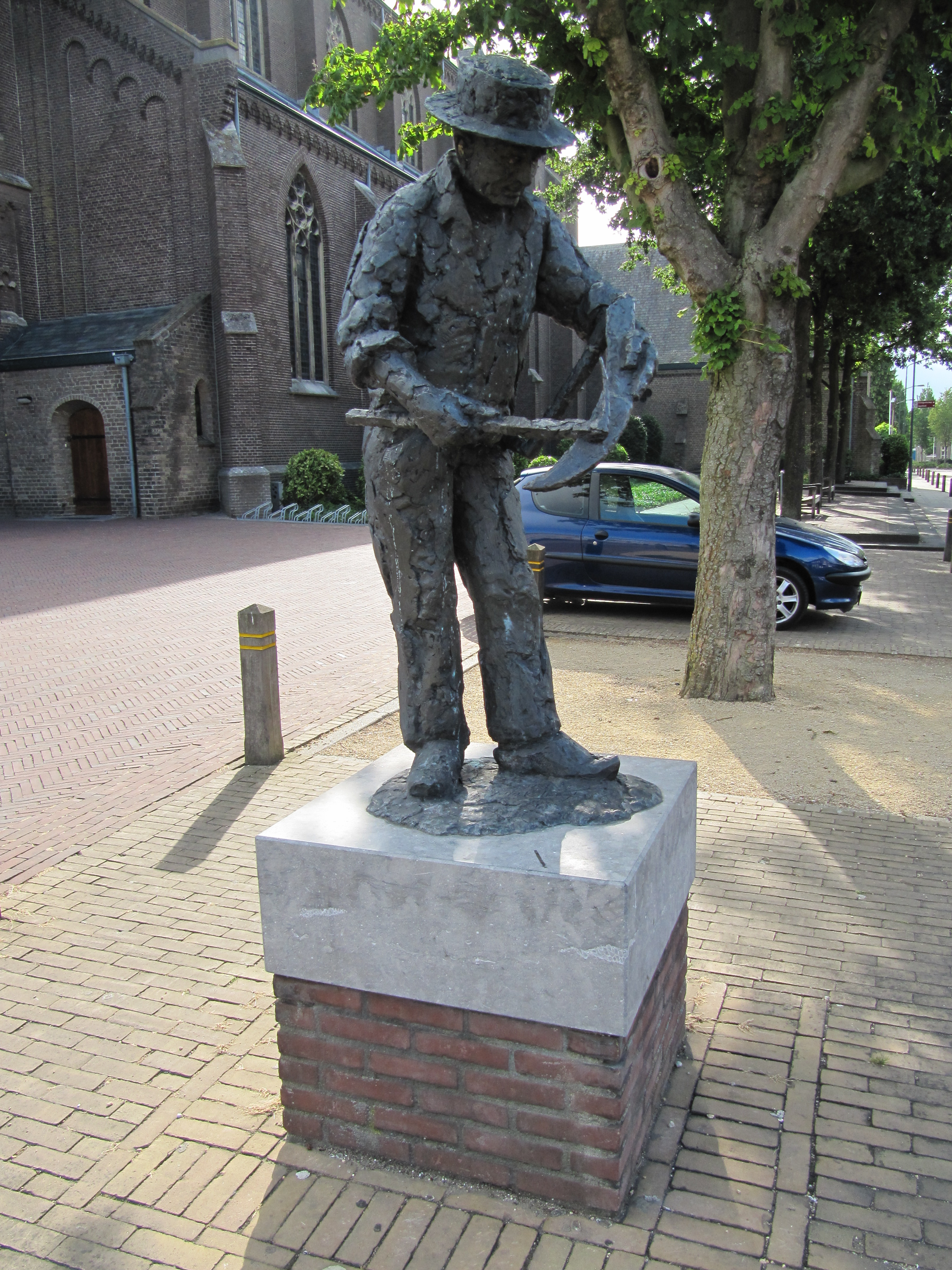
Millse maaier
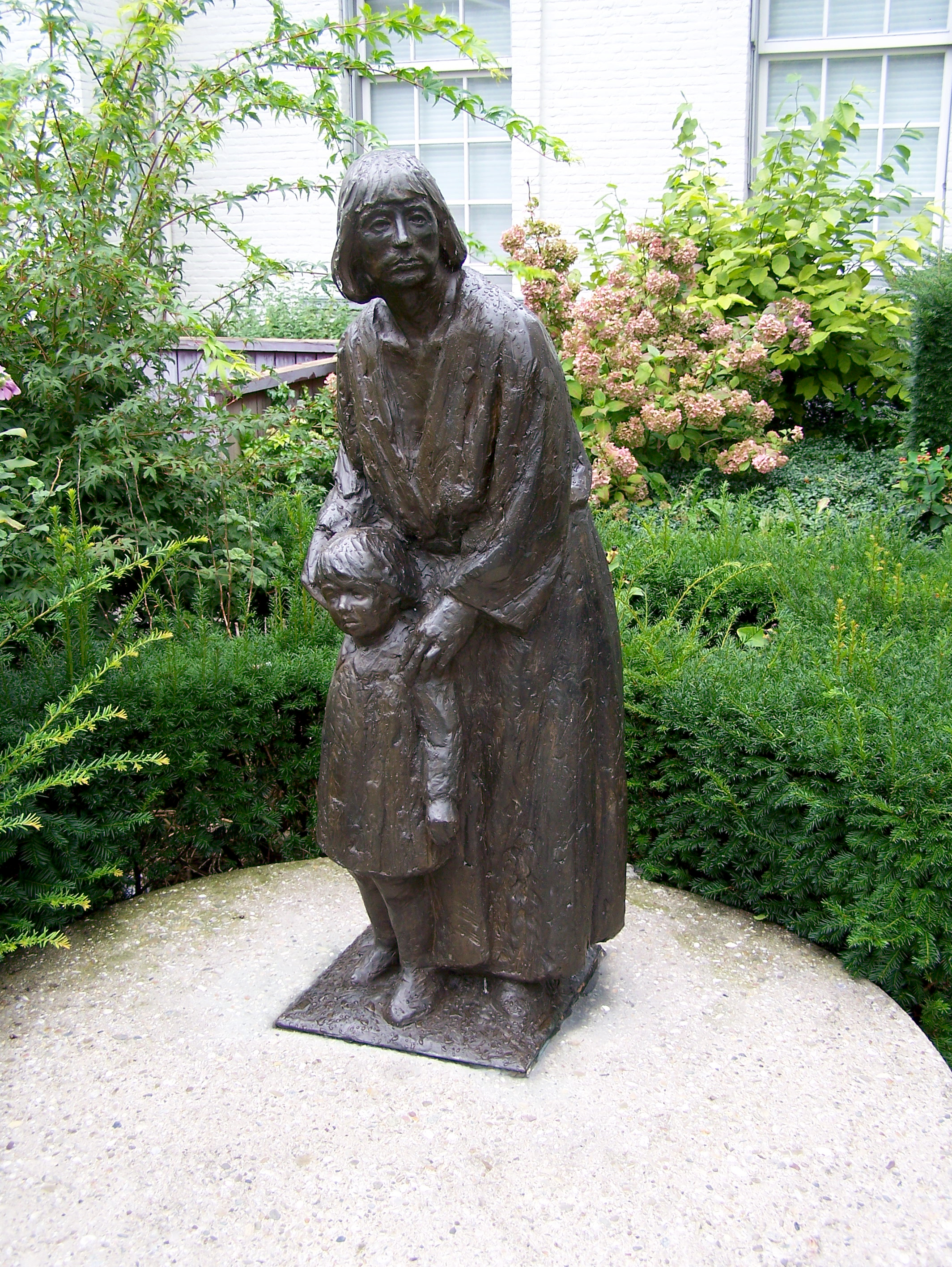
Moeder en kind
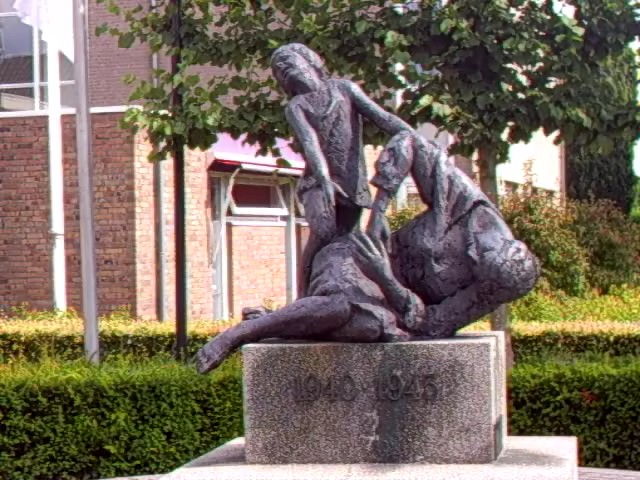
Oorlogsmonument Rijsbergen
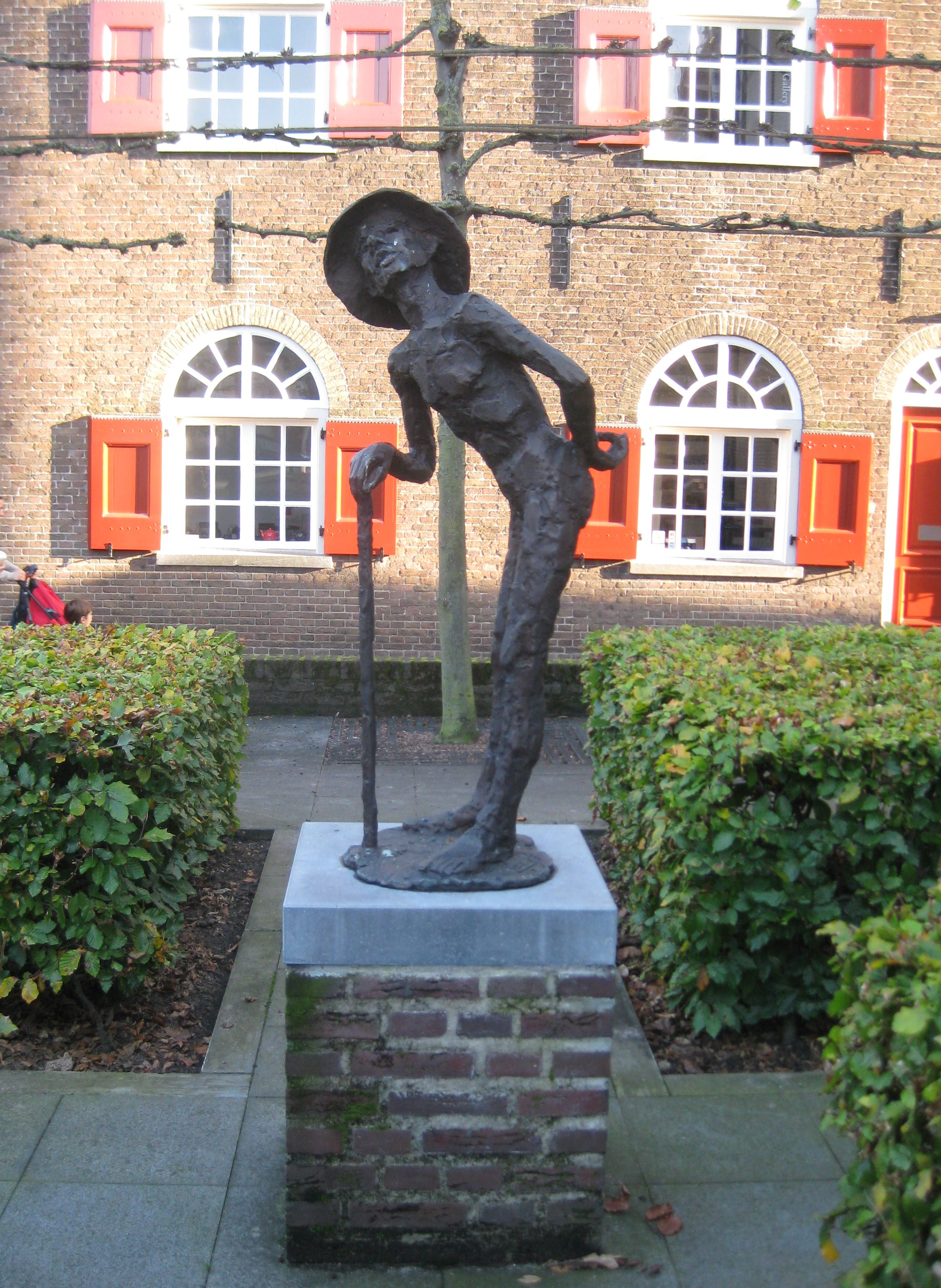
Gevelkijker